# Cava, Lleida

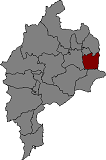
Vị trí của Cava trong Alt Urgell

Cava là một đô thị trong comarca Alt Urgell, tỉnh Lleida, Catalonia, Tây Ban Nha.